# Thuidium tuerckheimii
Thuidium tuerckheimii är en bladmossart som beskrevs av C. Müller 1897. Thuidium tuerckheimii ingår i släktet tujamossor, och familjen Thuidiaceae. Inga underarter finns listade i Catalogue of Life.